# Januário Garcia Leal Sobrinho
Januário Garcia Leal (Lavras,  1788 ou 1792 — Paranaíba, 1858) foi um sobrinho de Januário Garcia Leal, o "Sete Orelhas", e fundador, no leste sul-matogrossense, do atual município de Paranaíba, ao lado de outros pioneiros.

## Biografia

### Perseguição política e desbravamento do Mato Grosso do Sul
Em sua tenra infância, teve o pai, João Garcia Leal, assassinado cruelmente em 1802 devido a disputas territoriais na região de Lavras. Com sua família, presenciou, também, a mudança que se deu na vida de seu tio, também de nome Januário Garcia Leal, que, de pacato fazendeiro, tornou-se vingador cruel da morte do irmão, sendo intitulado "Sete Orelhas". Desta forma, mesmo após a morte deste, Januário e a sua família sofreram com problemas políticos decorrentes das ações do tio, e se estabeleceram, os órfãos, em Franca.
A existência ou não do personagem Sete Orelhas é discutida no artigo Januário Garcia Leal, o Sete Orelhas.
No ano de 1829, saindo de Franca, então Província de São Paulo, e cruzando o Rio Paranaíba, os Garcia Leal (os irmãos Capitão José Garcia Leal, Januário Garcia Leal Sobrinho, João Pedro Garcia Leal e Joaquim Garcia Leal, filhos de João Garcia Leal) e suas famílias agregadas, e mais os Correia Neves, Januário José de Souza e irmãos, os Rodrigues da Costa, os Barbosa e os Lopes, adentraram o atual leste sul-matogrossense, no atual estado de Mato Grosso do Sul. Além da fuga por motivos políticos, visavam, esses pioneiros, expandir as fazendas de gado, cujos rebanhos vinham do Vale do Rio São Francisco. O sertanista Joaquim Francisco Lopes deixou manuscritos dessa entrada, que hoje se encontram na Biblioteca Nacional, no Rio de Janeiro. Tal entrada também possibilitou que toda a região leste de Mato Grosso do Sul fosse colonizada, a partir de então, onde posteriormente, desmembraram-se vários municípios da primeiro município da região que foi Paranaíba.

### Casamentos e descendência
Casou-se, em Franca, em 1815, pela primeira vez, com Claudina Maria de Jesus, natural de Pitangui, filha legítima de Fabiano Álvares da Silveira e Anastácia Maria de Oliveira. Tiveram os filhos:
- Camilo, nascido em Franca, em 29 de setembro de 1816, não aparece no inventário da mãe dele, aberto em Franca em 1825.
- Januário, nascido em Franca, em 26 de abril de 1818;
- Maria Joaquina de Freitas, nascida em 1819, em Franca, falecido em Paranaíba em 3 de julho de 1883), casada com Bernardino Correia Neves;
- Claudina Garcia Leal, nascida em Franca, em 1820, casada, pela primeira vez, com Francisco Alves de Assis, e pela segunda vez, com Bernardo Correia de Melo, e, da terceira vez, com Jerônimo Ferreira Bueno.

Falecendo Claudina Maria de São Camilo, também chamada Claudina Maria de Jesus, em 2 de julho de 1822, em Ituverava, Januário Garcia Leal Sobrinho casou-se novamente, em Franca, com uma irmã de sua falecida esposa, Ludovina Maria de Jesus, em 29 de agosto de 1822. Januário e Ludovina tiveram os seguintes filhos, nascidos, os primeiros em Franca, e, após 1830, nascidos em Paranaíba:
- Maria Garcia Leal (1825 - ), casada com seu primo Sabino Garcia Leal, moradores na fazenda do capitão José Garcia Leal;
- Narcisa Garcia Leal (1826 - antes de 1868;
- Joaquim Garcia Leal (1828 - ), casado com Maria Angélica Ferreira de Freitas, afazendados no ribeirão Ariranha;
- Francisco Garcia Leal (1830 - 28 de junho de 1861), tenente, casado com Laudelina Carolina de Almeida;
- Manuel Garcia Leal (1834 - ), casado com Camila Garcia Tosta, afazendados no córrego Sapato, águas do ribeirão Barreiro;
- Laura Garcia Leal, casada com Necésio Ferreira de Melo, moradores no ribeirão Ariranha;
- Delfina Garcia Leal, casada com Francisco Ferreira de Melo, também moradores no Ariranha;
- Lucinda Garcia Leal, casada com Jerônimo Indalécio.

Entre seus descendentes, ainda estão: Protázio Garcia Leal, seu neto, fundador de Três Lagoas juntamente a Antônio Trajano dos Santos e Luís Correia Neves Neto (filho de seu compadre Luís Correia Neves Filho); Claudina Correia Garcia, sua neta, filha de Maria Joaquina de Freitas e fundadora da Fazenda Beltrão; e Zulmira Maria de Jesus - sua bisneta, filha de Claudina Correia Garcia e Luís Correia Neves Neto.